# Le Lavandou
Le Lavandou (provenzalisch Lou Lavandou) ist eine französische Gemeinde mit 6431 Einwohnern (Stand 1. Januar 2022) an der Mittelmeerküste (Côte d’Azur) am Fuß des Maurenmassivs im Département Var in der Region Provence-Alpes-Côte d’Azur. Direkt vorgelagert befinden sich die Inseln Port-Cros und Île du Levant, die mit Porquerolles zu den Îles d’Hyères zählen.

## Herkunft des Namens
Der Begriff Lavandou erinnert aufgrund der Namensähnlichkeit zuallererst an Lavendel (französisch lavande). Tatsächlich wächst wie an vielen Orten in der Provence in den Höhenzügen des Maurenmassivs eine Lavendelart (lavandula stoechas). Die Bezeichnung des Lavendels in der ursprünglichen Landessprache, dem Provenzalischen ist jedoch Queirélé.
Die wahrscheinlichste Antwort auf die Frage nach der Herkunft des Namens gab der provenzalische Dichter und Nobelpreisträger Frédéric Mistral, der das Wort lavoir (französisch für „Waschhaus“) als Ursprung des Namens angibt. Das Rathaus von Le Lavandou besitzt ein Gemälde, das den Weiler Lavandou im Jahr 1736 darstellt. Im Vordergrund der Darstellung ist ein Waschhaus zu sehen, in dem die Frauen des Ortes ihre Wäsche waschen.

## Geschichte und Verwaltung
Bis zum Beginn des 20. Jahrhunderts gehörte Le Lavandou noch zur Stadt Bormes-les-Mimosas. Im Jahr 1909 forderten die Einwohner den Status einer selbständigen Gemeinde. Der Staatsrat akzeptierte die Teilung der beiden Ortschaften und am 25. Mai 1913 wurde die gesetzlich festgelegte Eigenständigkeit von Le Lavandou vom damaligen Staatspräsidenten Raymond Poincaré verkündet.

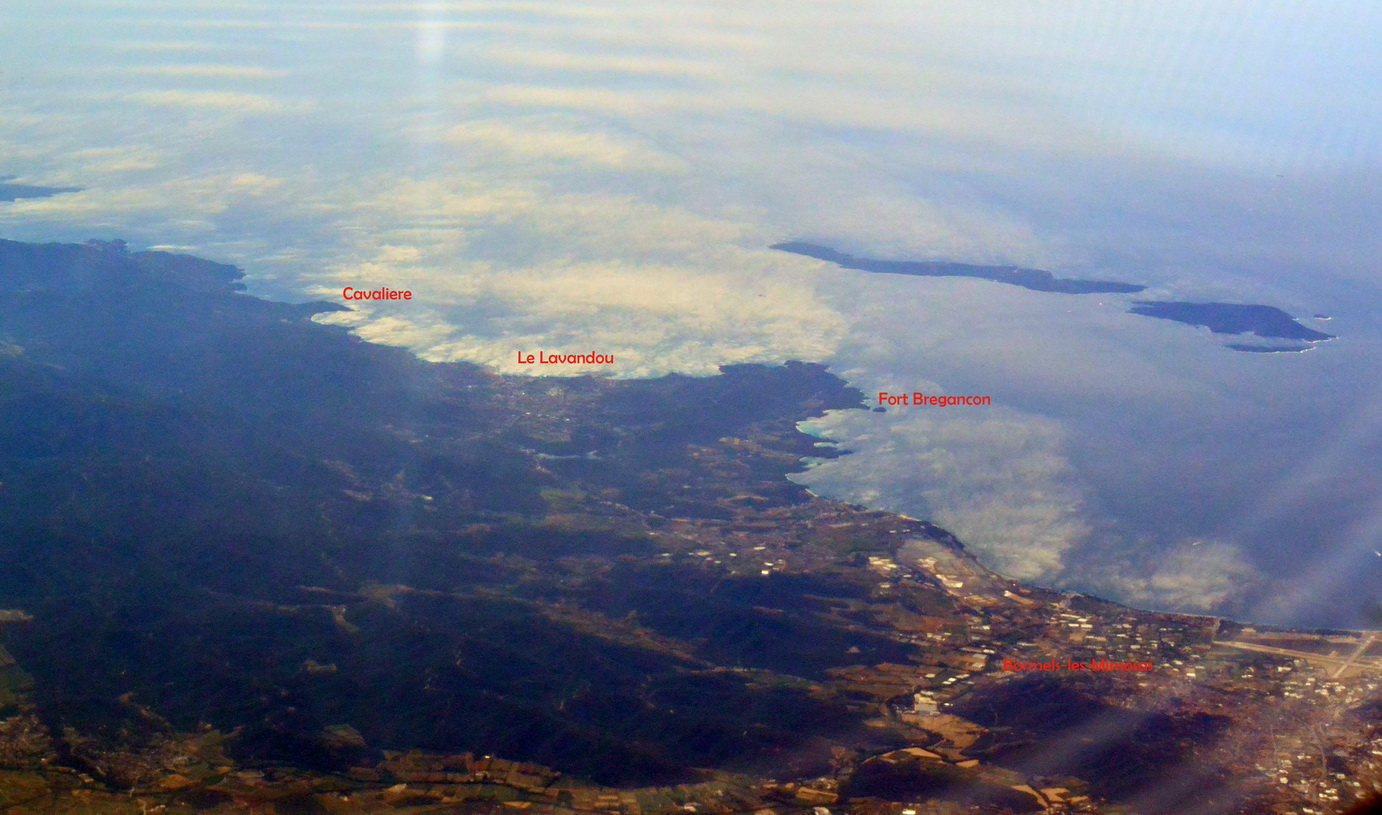
Luftaufnahme von Le Lavandou

Die Gemeindeverwaltung von Le Lavandou (Mairie du Lavandou) hat ihren Sitz am Place Ernest Reyer. Eine Nebenstelle des Rathauses ist in Cavalière eingerichtet.
Die Gemeinde Le Lavandou setzt sich aus den folgenden sechs Ortschaften zusammen:
- Le Lavandou
- Saint-Clair
- La Fossette
- Aiguebelle
- Cavalière
- Pramousquier

Im Jahr 2013 feierte der Ort seinen 100. Geburtstag.

## Märkte
- Le Lavandou Stadtzentrum (Donnerstagvormittag ganzjährig), Avenue Vincent Auriol
- Le Lavandou Bio-Markt (Juni bis September immer sonntags; Januar bis Mai und Oktober bis Dezember jeden ersten Sonntag im Monat), Place Ernest Reyer
- Handwerkermarkt am Abend (Juli und August mittwochs am Meer)
- Cavalière (25. Mai bis 30. September, montags Boulevard des Acacias)
- Cavalière (Flohmarkt sonntags den ganzen Tag), Avenue du Cap Nègre

## Strände

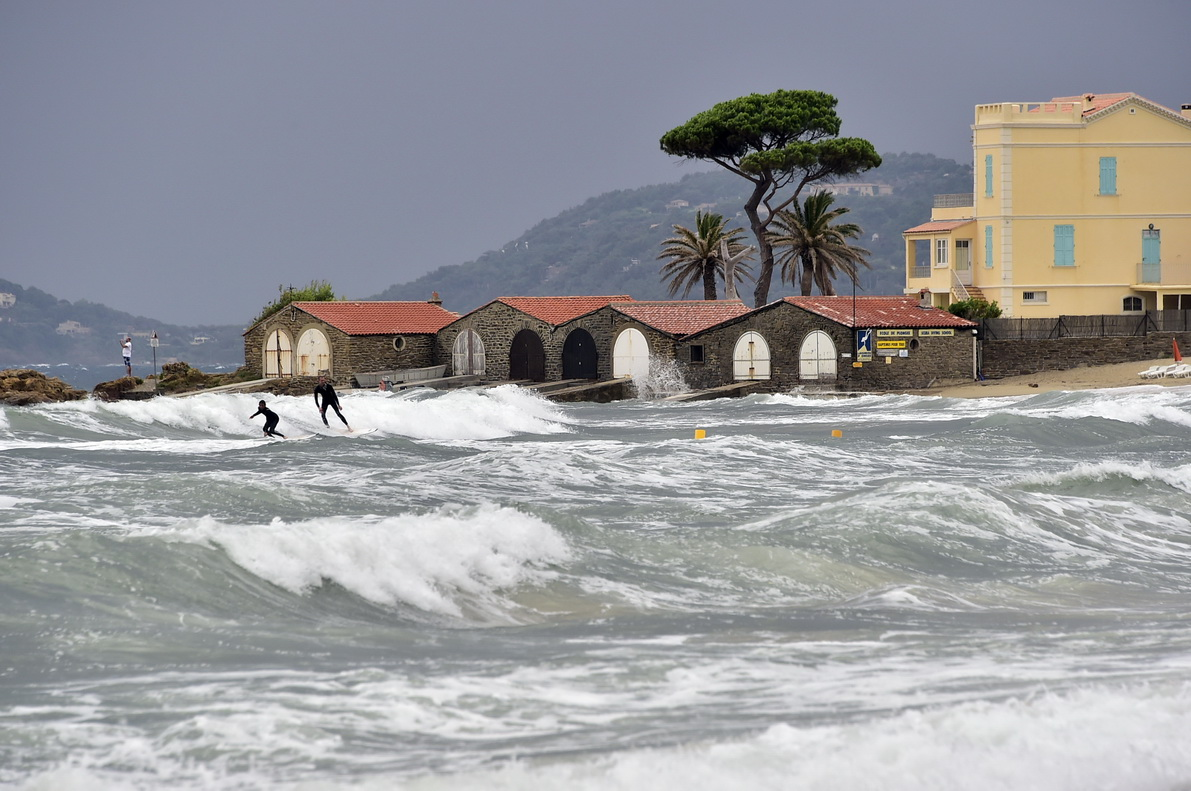
Strand Saint-Clair

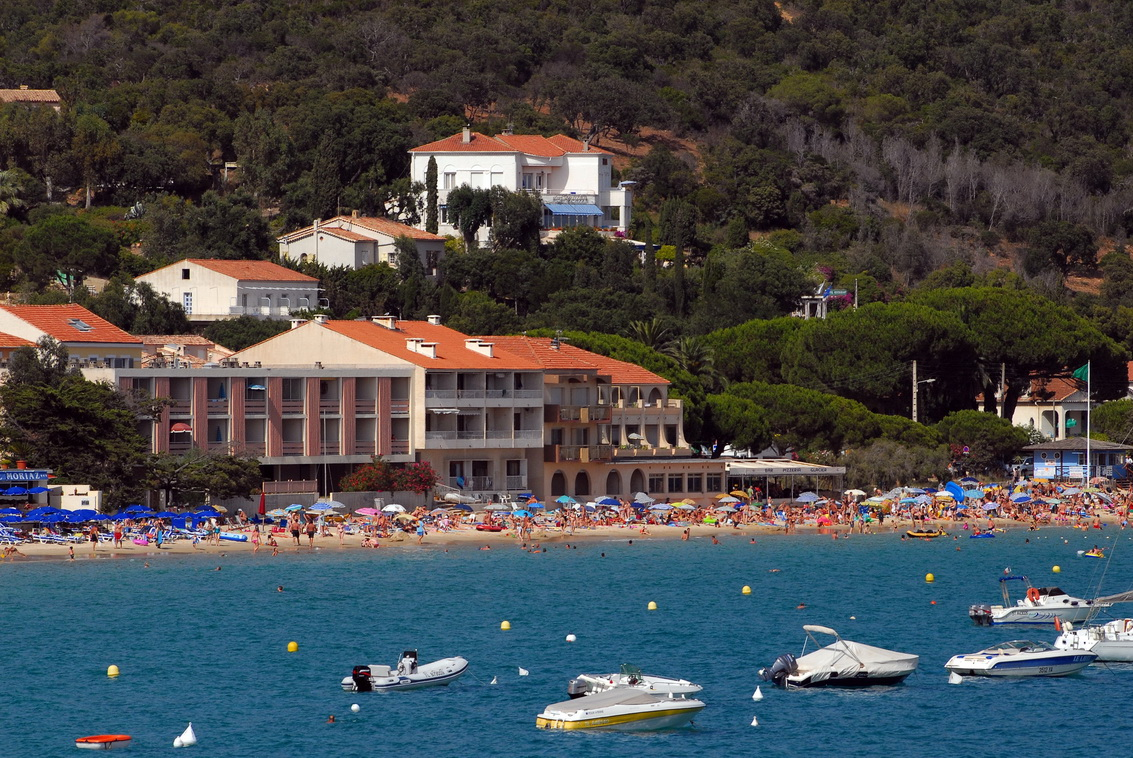
Strand Cavalière

Le Lavandou wird auch die „Stadt der Delfine und Wale“ (La Cité des Dauphins et des Baleines) genannt.
In den fünf heute zur Gemeinde Le Lavandou gehörenden Gebieten befinden sich entlang der etwa zwölf Kilometer langen Küste insgesamt zwölf touristisch erschlossene Sandstrände:
- L’Anglade
- La Grande Plage du Lavandou
- Saint-Clair
- La Fossette
- Aiguebelle
- L’Eléphant
- Jean Blanc
- Rossignol
- Le Layet
- Cavalière
- Cap Nègre
- Pramousquier

## Interessantes
Am 19. September 2000 verbot der damalige Bürgermeister Gil Bernardi der Bevölkerung, in Le Lavandou zu sterben. Grund dafür war die Überfüllung des örtlichen Friedhofes und das Verbot des Friedhofsausbaus in Richtung Meeresnähe durch das Verwaltungsgericht Nizza. Begraben werden konnten nur noch diejenigen, die zuvor bereits einen Platz auf dem Friedhof reserviert hatten.

## Veranstaltungen
- Blumenkorso (jährlich im März)
- Fête de la Saint-Pierre dans le Var
- Fête du Romérage au Lavandou
- Théâtre de Rue (seit 2001, im Oktober)

## Städtepartnerschaft
Mit der deutschen Stadt Kronberg im Taunus (Hessen) ist Le Lavandou seit 1972 durch eine Städtepartnerschaft verbunden.